# Orazio Cremona
Orazio Cremona (Johannesburg, 1º luglio 1989) è un pesista sudafricano.

## Palmarès
| Anno | Manifestazione               | Sede        | Evento         | Risultato | Prestazione | Note                          |
| ---- | ---------------------------- | ----------- | -------------- | --------- | ----------- | ----------------------------- |
| 2007 | Campionati africani juniores | Ouagadougou | Getto del peso | Argento   | 17,66 m     |                               |
| 2008 | Mondiali juniores            | Bydgoszcz   | Getto del peso | 19º       | 18,28 m     |                               |
| 2010 | Campionati africani          | Nairobi     | Getto del peso | Bronzo    | 18,27 m     |                               |
| 2012 | Campionati africani          | Porto-Novo  | Getto del peso | Argento   | 19,19 m     |                               |
| 2013 | Mondiali                     | Mosca       | Getto del peso | 15º (q)   | 19,42 m     |                               |
| 2014 | Mondiali indoor              | Sopot       | Getto del peso | 7º        | 20,49 m     | Miglior prestazione personale |
| 2014 | Giochi del Commonwealth      | Glasgow     | Getto del peso | 4º        | 20,13 m     |                               |
| 2014 | Campionati africani          | Marrakech   | Getto del peso | Oro       | 19,84 m     |                               |
| 2015 | Mondiali                     | Pechino     | Getto del peso | 27º (q)   | 18,63 m     |                               |
| 2016 | Campionati africani          | Durban      | Getto del peso | 5º        | 19,15 m     |                               |
| 2017 | Mondiali                     | Londra      | Getto del peso | 23º (q)   | 19,81 m     |                               |
| 2018 | Commonwealth                 | Gold Coast  | Getto del peso | 6º        | 20,51 m     |                               |
| 2018 | Africani                     | Asaba       | Getto del peso | nm        | nm          |                               |
| 2019 | Giochi panafricani           | Rabat       | Getto del peso | 5º        | 20,06 m     |                               |
| 2019 | Mondiali                     | Doha        | Getto del peso | 24º (q)   | 19,98 m     |                               |

## Altre competizioni internazionali
2014
- 6º in Coppa continentale di atletica leggera ( Marrakech), getto del peso - 19,96 m